# Frédégonde
Pour l’article homonyme, voir Frédégonde (opéra).
 (janvier 2016).
Frédégonde, née vers 545 à Montdidier et morte en 597 à Paris, est reine de Neustrie après son mariage avec le roi mérovingien Chilpéric Ier.
Avec la reine Brunehaut, elle compte parmi les femmes ayant joué un rôle de premier plan dans la longue période de guerres entre rois francs, commencée en 570 et achevée en 613 par la victoire de son fils Clotaire II.

## Introduction

Le royaume des Francs en 561 après sa division en sous-royaumes.

### Contexte historique: territoires francs auVIesiècle
La vie de Frédégonde se déroule dans le cadre territorial et politique issu du partage du royaume franc effectué en 561 à la mort de Clotaire, fils de Clovis et père de Chilpéric.
À la mort de Clovis, en 511, quatre royaumes avaient été créés avec pour capitales Reims, Soissons, Paris et Orléans, l'Aquitaine étant répartie séparément. Dans les années 550, Clotaire, dernier survivant des quatre frères reconstitue l'unité du royaume franc, augmenté du territoire burgonde (Burgundia, Burgondie, Bourgogne) conquis entretemps.
En 561, les quatre fils de Clotaire effectuent un partage analogue à celui de 511 : Sigebert à Reims (puis Metz), Chilpéric à Soissons, Caribert à Paris, Gontran à Orléans (puis Chalon), ce dernier royaume incluant maintenant le territoire burgonde. Ils se répartissent de nouveau l'Aquitaine séparément.
À la mort de Caribert en 567, sa part est partagée entre les trois survivants : en particulier, Chilpéric (Soissons) reçoit Rouen et Sigebert (Metz) reçoit Paris.

### Sources
Les principales sources d'époque sont la chronique de Grégoire de Tours, Histoire des Francs, qui s'arrête en 591, celle de Frédégaire ainsi que la vie en prose de Radegonde de Poitiers et les poèmes de Venance Fortunat.
Grégoire de Tours décrit Frédégonde comme une femme cruelle bien qu'elle apparaisse également donnant asile à une jeune fille bannie de sa ville ou cherchant à apaiser une querelle entre Francs.
Il faut savoir que leurs auteurs sont de parti pris. Grégoire, évêque de Tours, est même un acteur des conflits de l'époque et un partisan du roi d'Austrasie, Sigebert Ier.
Par contre, Venance Fortunat la décrit comme une reine avisée et d'une aide précieuse pour le roi.
Il est à noter que ses contemporains n'hésitent pas également à user du meurtre et de la torture.
La chronique de Frédégaire, du VIIe siècle, commence en 584, est en revanche hostile à Brunehaut.

## Biographie

### Ascension
Frédégonde est probablement une suivante de la reine Audevère, première épouse de Chilpéric. Elle serait née à Angicourt (actuelle Oise), dans une famille de serfs.
Le roi en fait rapidement sa concubine. Mais, désirant une aussi noble alliance que celle de Sigebert, qui a épousé la princesse wisigothe Brunehaut, fille d'Athanagild, Chilpéric épouse, en 566, Galswinthe, sœur aînée de Brunehaut. Déçue par son mariage, Galswinthe exige le départ de Frédégonde puis, menacée de répudiation, elle demande à retourner en Espagne. En 568, elle est trouvée étranglée dans son lit.
Après quelques jours de veuvage, Chilpéric reprit Frédégonde, qu'il épousa.

### Faide royale jusqu'en 584

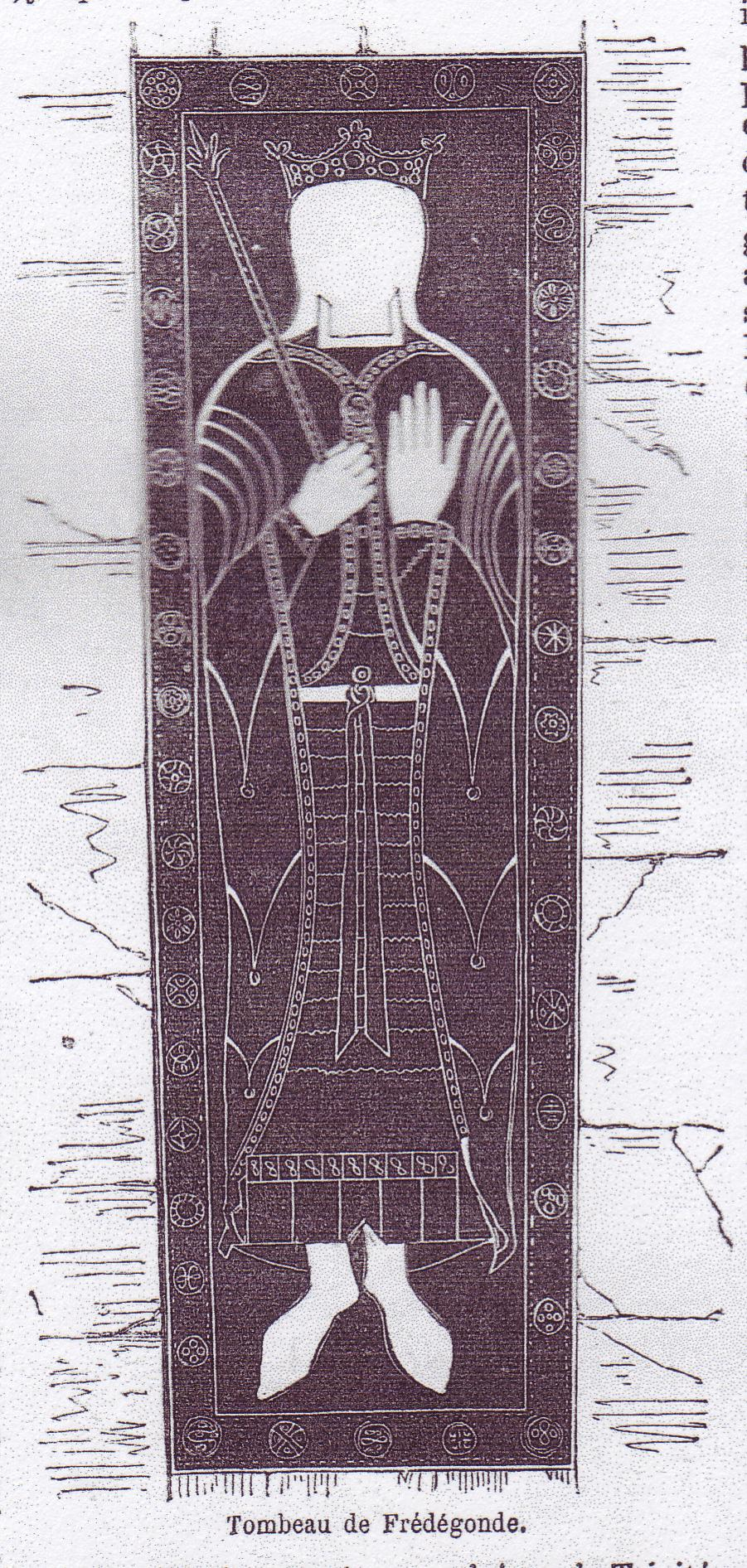
Gravure du tombeau de Frédégonde dans l’Histoire populaire contemporaine de la France, tome 1 de Charles Lahure.

Pour apaiser la colère de la reine Brunehaut, Sigebert convoque Chilpéric à une assemblée présidée par leur frère Gontran. Celui-ci décide qu'à titre de compensation (wergeld), les cités reçues par Galswinthe à titre de douaire (Bordeaux, Limoges, Cahors, Béarn, Bigorre), deviendraient immédiatement la propriété de Brunehaut et de ses héritiers. Chilpéric semble se soumettre à la décision de ses frères pour gagner du temps, mais il ne tient pas son engagement et se lance au contraire dans une guerre contre Sigebert, d'abord en Aquitaine, puis dans le royaume de Metz.
En 575, Sigebert réplique en lançant à partir de Paris deux attaques, l'une vers Rouen, l'autre vers la Picardie. Chilpéric, après que son armée a fait défection, s'enferme dans Tournai, tandis que Sigebert obtient le ralliement d'une partie de son armée à Vitry, près d'Arras : il est même « hissé sur le pavois », c'est-à-dire reconnu comme roi. Mais il est assassiné juste après par deux leudes envoyés de Chilpéric et de Frédégonde,.
La situation de la Neustrie se rétablit alors. Chilpéric s'empare de Paris ; le successeur de Sigebert, Childebert II, lui échappe, mais Brunehaut est faite prisonnière et emmenée à Rouen, dont l'évêque est Prétextat.
L'année suivante, Brunehaut réussit à séduire et à épouser le fils de Chilpéric, Mérovée, fils d'une première épouse, Audovère. Mérovée est par ailleurs le filleul de Prétextat. Chilpéric réagit à cet acte de rébellion en faisant déposer Prétextat par une assemblée d'évêques ; il fait aussi tonsurer Mérovée, qui est ensuite assassiné (577), peut-être à l'instigation de Frédégonde. Brunehaut réussit à s'échapper et rejoint Childebert II, devenant régente du royaume de Metz. En 580, disparaît aussi un autre fils d'Audovère et Chilpéric, Clovis, puis Audovère (580) ; Basine subit de mauvais traitements. Frédégonde est de nouveau soupçonnée d'être responsable de ces événements ; elle veut assurer à sa propre descendance la succession de Chilpéric. Mais ses propres enfants meurent en bas âge : le petit Samson, né pendant le siège de Tournai fin 575, mort avant 5 ans, ses frères Dagobert (580 – 580) et Chlodebert (565/570 – 580) en septembre – octobre 580 ; Thierry (582 – 584).

### Année 584: naissance de Clotaire et mort de Chilpéric
Au printemps 584, naît un fils de Chilpéric et Frédégonde : le futur Clotaire, dont la naissance n'est pas annoncée pour protéger le seul héritier vivant, et qui est d'abord placé à l'abri dans la villa de Vitry, en Artois.
Un soir de septembre 584, Chilpéric Ier est assassiné près de sa villa de Chelles, après une partie de chasse ; peut-être sur ordre de la reine Brunehaut par vengeance, ou de sa propre femme, accusée d'adultère et dont le fils Clotaire non reconnu officiellement serait un bâtard. Cet événement produit un désordre général dans le royaume de Neustrie et dans ses dépendances.

#### Désordres dans le royaume
Les Grands de Neustrie pillent les trésors de Chilpéric, notamment son missorium d'or et s'emparent de tous les documents importants, pour se réfugier en Austrasie. La princesse Rigonde, en chemin vers l'Espagne en vue d'épouser le prince Recarède, est attaquée à Toulouse par le duc Didier, lié à la conspiration de Gondovald, qui lui vole tout ce qui reste de sa dot, de sorte qu'elle est obligée de renoncer à son mariage avec Recarède. Des guerres éclatent entre des cités rivales : ainsi, Orléans et Blois se dressent contre Chartres et Châteaudun.

#### Rapprochement avec Gontran
Frédégonde réussit à conserver ses trésors personnels et quelques officiers, comme Ansoald et Audon, alors que d'autres l'abandonnent, comme le chambrier Eberulf. Elle fait emmener son fils de Vitry à Paris et envoie un message à Gontran, roi de Bourgogne, pour qu'il accepte d'adopter l'enfant et d'exercer la régence jusqu'à sa majorité.
Des pourparlers s'engagent entre Childebert II et Brunehaut d'une part, qui envisagent de s'installer à Paris, Gontran d'autre part : celui-ci refuse qu'ils entrent dans la ville. Il refuse également de leur livrer Frédégonde, que Brunehaut réclame en invoquant le régicide de Sigebert Ier, des princes Mérovée et Clovis et même de Chilpéric.

#### Assemblée de Neustrie et reconnaissance de Clotaire
Gontran convoque ensuite une assemblée des Grands de Neustrie, au cours de laquelle l'enfant de Frédégonde est reconnu comme fils de Chilpéric Ier, bien que des doutes sur sa paternité aient été évoqués,. Ils décident de lui donner le nom de Clotaire, nom du grand-père du nouveau-né. Celui-ci est alors adopté par Gontran.

### Gouvernement de Gontran (584 – 586)

#### Frédégonde écartée du pouvoir par Gontran
L'ordre est progressivement rétabli dans les cités, qui font alors serment de fidélité à Gontran et à Clotaire. Contre l'avis de Frédégonde et peut-être pour montrer son autorité, Gontran démet Melantius du siège épiscopal de Rouen, qui est rendu à Prétextat.
Frédégonde est même envoyée dans la villa de Vaudreuil, située dans le diocèse de Rouen, où elle est sous la surveillance de Prétextat.

#### Baptême de Clotaire
Durant l'été 585, Gontran revient à Paris pour être le parrain de Clotaire lors du baptême de l'enfant ; il fait jurer à Frédégonde, trois évêques et trois cents aristocrates de Neustrie, que Clotaire II est bien fils de Chilpéric Ier. Mais le baptême est annulé[réf. nécessaire]. Un concile était à ce moment prévu à Troyes, mais les évêques austrasiens refusent d'y participer si Gontran ne déshérite pas Clotaire. Le concile est donc déplacé à Mâcon (en Bourgogne) où il se tient le 23 octobre 585. Quant au baptême, il aura finalement lieu à Rueil en 591.

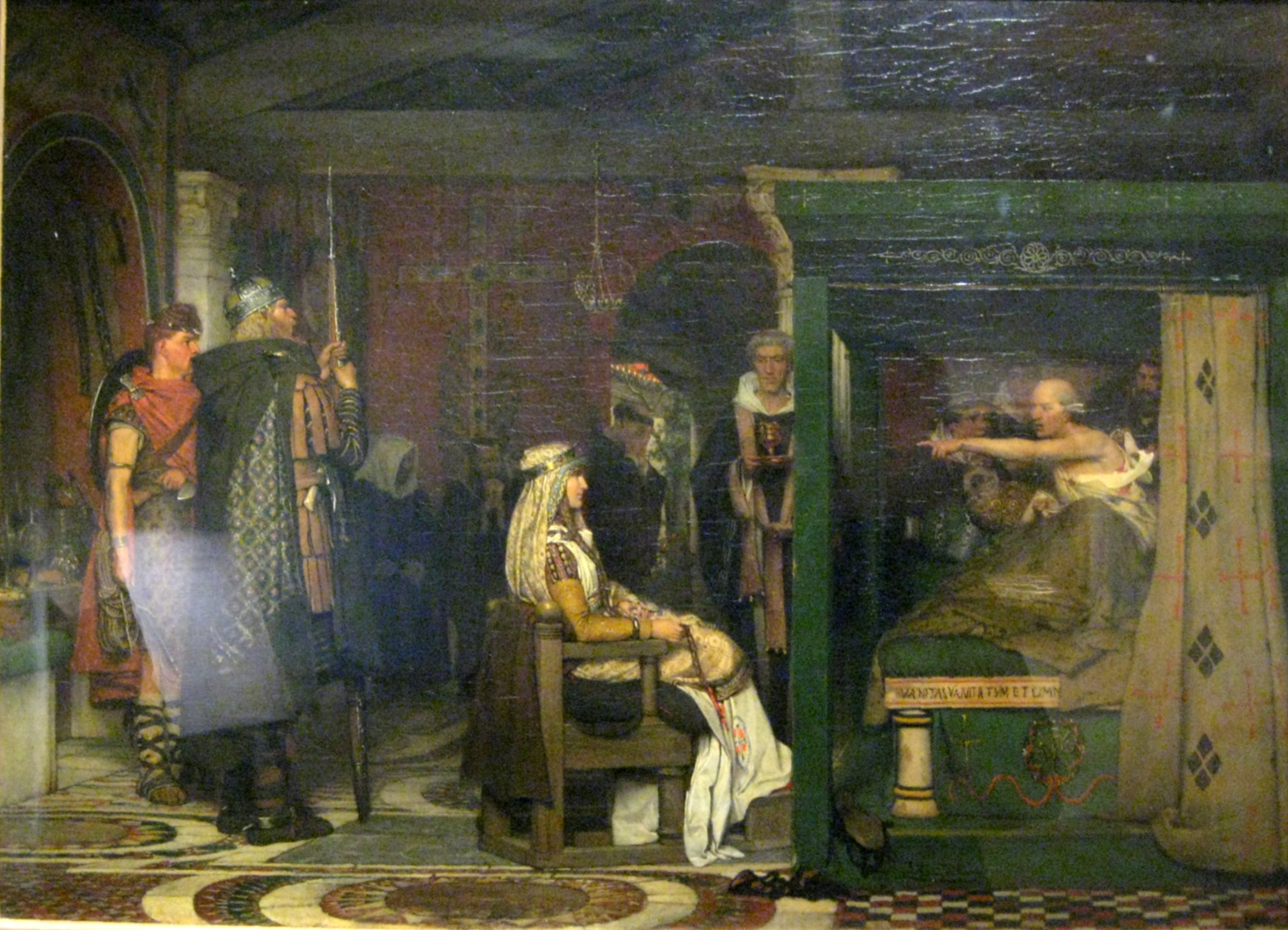
Frédégonde visite Prétextat sur son lit de mort par Lawrence Alma-Tadema.

### Rétablissement de Frédégonde (586) et conflit avec Gontran (587-592)
Alors que Gontran est occupé au loin en Septimanie wisigothique, Frédégonde tente d'échapper à la surveillance de l'évêque Prétextat pour fuir Rouen. Durant une messe dominicale, Prétextat est poignardé. Comme il ne meurt pas tout de suite, Frédégonde va se recueillir auprès de lui et lui demande s'il a besoin de ses médecins. L'évêque l'accuse ouvertement d'être à l'origine de ce meurtre et de celui des autres rois et il jette une malédiction sur elle. Il meurt peu après.
La reine utilise alors sa liberté pour rallier à son fils et à elle le plus possible de nobles et d'évêques. Elle réinstalle Melantius à Rouen malgré l'interdiction de Gontran.
Gontran s'efforce alors d'affaiblir Frédégonde en débauchant une partie de l'aristocratie neustrienne, afin d'au moins conserver les terres qu'il a accaparées entre Loire et Seine grâce au ralliement du duc Beppolène. En 587, il réussit à reprendre les villes d'Angers, Saintes et Nantes.
Frédégonde propose alors de négocier la paix et envoie à Gontran des ambassadeurs, en réalité chargés de le tuer. Mais ils sont arrêtés et Gontran rompt ses relations avec Frédégonde, se rapprochant alors de Brunehaut et de Childebert II, avec lesquels il conclut le pacte d'Andelot : à la mort d'un des deux rois, l'autre héritera de son royaume. C'est effectivement ce qui survient en 592 : Gontran meurt et Childebert devient roi des deux royaumes d'Austrasie et de Bourgogne.

### Conflit avec l'Austrasie et la Bourgogne (592 – 597)

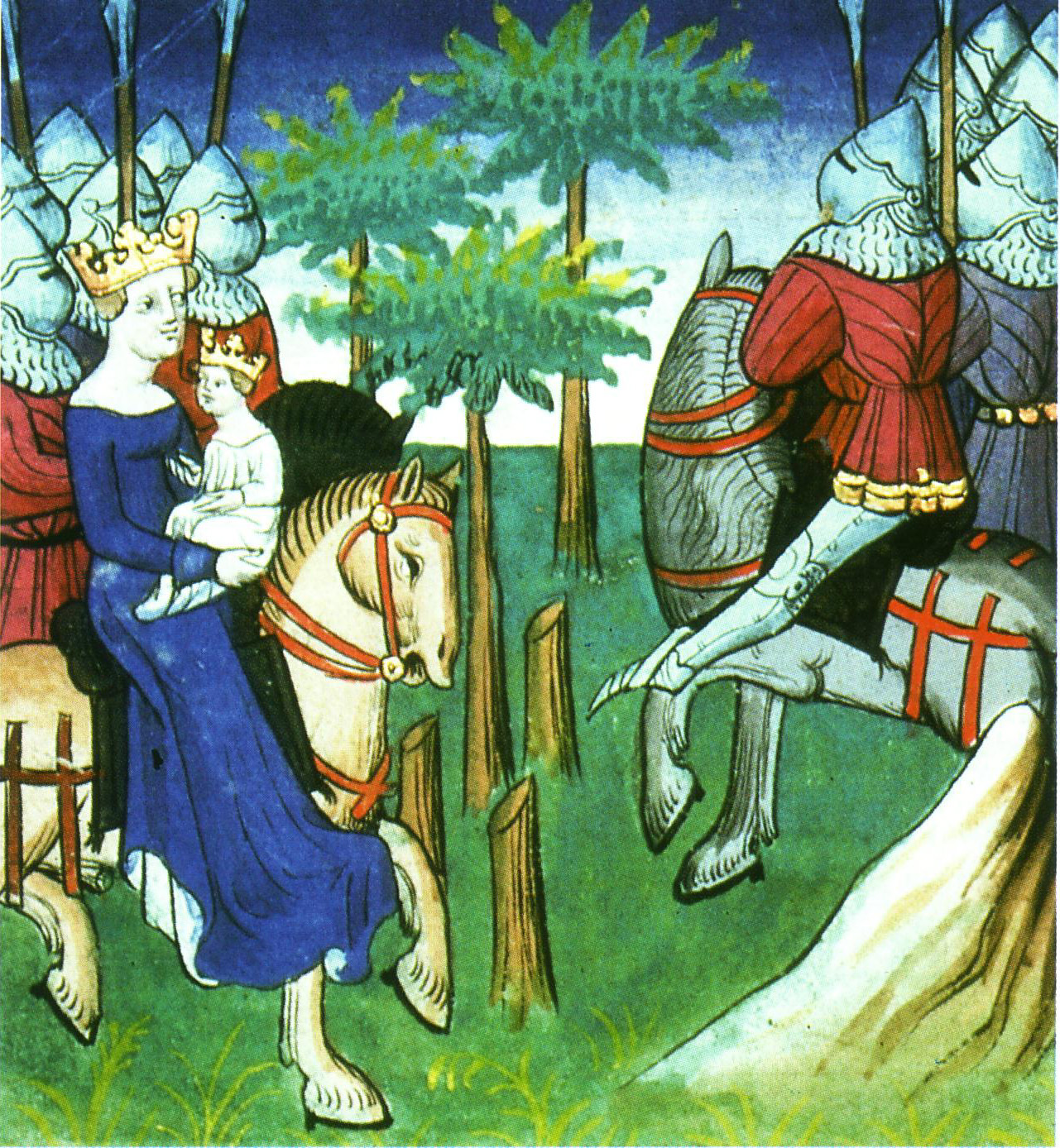
Frédégonde et son fils Clotaire II à la tête de l'armée contre Childebert. Grandes chroniques de France. Bibliothèque municipale de Lyon.

L'union Austrasie-Bourgogne ne dure que jusqu'en 595 ; à la mort de Childebert II, l'Austrasie est attribuée à son fils Thibert et la Bourgogne à Thierry ; Brunehaut est toujours présente, mais son pouvoir et son rôle de régente ne sont pas toujours acceptés, et les deux frères sont loin d'être toujours en accord.
Clotaire II commence à jouer un rôle plus ou moins symbolique. En 593, il apparaît à la tête de ses armées qui mettent en déroute le duc austrasien Wintrio qui cherche à envahir la Neustrie. En 596, il ravage les environs de Paris.
Frédégonde meurt en 597, laissant Clotaire gouverner désormais seul.
Elle est inhumée auprès de Chilpéric dans l'église Saint-Vincent, rebaptisée depuis Saint-Germain-des-Prés.
La dalle funéraire, faite de pierre de liais, mosaïque de marbre, porphyre et serpentine et filets de cuivre, qui recouvrait sa tombe, a été par la suite transportée à Saint-Denis.

### Meurtres attribués à Frédégonde
- La reine Galswinthe (568) ;
- Sigebert Ier, roi d'Austrasie (575) ;
- La reine Audovère, première épouse de Chilpéric, répudiée vers 565 (580) ;
- Clovis, fils de Chilpéric et Audovère (577) ;
- Mérovée, fils de Chilpéric et Audovère (580) ;
- Chilpéric Ier, son propre mari (584)[36] ;
- Prétextat, évêque de Rouen (586).

## Image dans la littérature et l'art

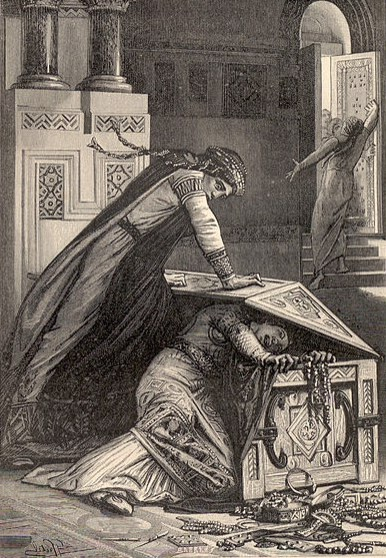
Frédégonde manque de tuer Rigonde en 589. Illustration tirée des Vieilles Histoires de la Patrie, 1887.

### Anecdotes
L'auteur du Liber historiæ francorum (écrit au VIIIe siècle) raconte que Frédégonde, profitant que le roi soit parti se battre en Saxe contre son frère Sigebert Ier, et espérant devenir reine à la place d'Audevère, ait abusé de la naïveté de la reine en lui faisant tenir elle-même son sixième enfant Chilsinde sur les fonts baptismaux. La reine ignorait qu'en agissant de la sorte, elle commettait une lourde faute aux yeux de l'Église. Devenue marraine de son propre enfant et donc la commère de son mari, elle ne pouvait plus partager sa couche avec le roi, sous peine d'être accusée d'inceste.

### Opéra
- Fredegunda, de Reinhard Keiser, livret de Johannes Ulrich König d'après Francesco Silvani  (1715).
- Frédégonde, d'Ernest Guiraud et Camille Saint-Saëns, livret de Louis Gallet (1895).
- Fredigundis, de Franz Schmidt, livret du Bruno Warden and Ignaz Welleminsky d'après Felix Dahn (1922).

### Romans historiques
- François Cavanna, Le sang de Clovis, éditions Albin Michel, 2001  (ISBN 2-226-12725-9).
- François Cavanna, Les Reines rouges, éditions Albin Michel, 2002  (ISBN 2-226-13542-1).
- François Cavanna, L'Adieu aux reines, éditions Albin Michel, 2004  (ISBN 2-226-15085-4).
- Jean-Louis Fetjaine, Les Voiles de Frédégonde, Belfond, Paris, 2006  (ISBN 978-2-298-00115-0).
- Claude Valleix, Frédégonde, la reine barbare, L'Harmattan, Paris, 2011  (ISBN 978-2-296-55885-4).
- Éric Fouassier, Les Francs royaumes : Par deux fois tu mourras, Éditions Jean-Claude Lattès, 2019  (ISBN 978-225324385-4).
- Éric Fouassier, Les Francs royaumes : La fureur de Frédégonde, Éditions Jean-Claude Lattès, 2020  (ISBN 978-225324386-1).

### Bande dessinée historique
- Sirius, Timor, Tome 9 : "Le cachot sous la Seine", Edition Dupuis, 1960.
- Patrick Cothias et Bernard Dufossé, Les sanguinaires, Tomes 1 : "Frédégonde"  et Tome 2 : "Le grand partage", dans la collection Vécu, Edition Glénat, 1997 - 1999.
- Olivier Petit, Rouen Tome 1 : De Rotomagus à Rollon, Éditions Petit à Petit, 2015.
- Virginie Greiner et Alessia De Vincenzi, Frédégonde la sanguinaire, Tomes 1 et 2, dans la collection Reines de sang, aux Éditions Delcourt, 2014 – 2016.

### Télévision
- 1991 : L'Enfant des loups, téléfilm franco-espagnol de Philippe Monnier, avec Diane Delor dans le rôle de Frédégonde.

## Hommage
En 1991, le cratère vénusien Fredegonde est nommé en son honneur.

### Sources primaires
- Grégoire de Tours, Histoire des Francs [détail des éditions].
- Frédégaire, Chronique des Temps Mérovingiens, traduction de O. Devilliers et J. Meyers, Éditions Brepols, 2001  (ISBN 2503511511).
- Venance Fortunat, Poèmes, Les belles lettres, 2004  (ISBN 2251014349).

### Études contemporaines

#### Ouvrages généraux
- Stéphane Lebecq, Les Origines franques, Points/Seuil, 1990, pages 105-119 (première partie, chapitre 5 : « La faide royale (561-603) »).
- Noëlle Deflou-Leca, Alain Dubreucq (dir.), Sociétés en Europe mi VIe - fin IXe siècle, Atlande, coll. Clefs Concours, 2003 (fiches biographiques : « Frédégonde », « Chilpéric », « Brunehaut »).

#### Sur Chilpéric
- Frédéric Armand, Chilpéric, 2008  (ISBN 9782916488202).

#### Sur Frédégonde
- Jean Cassou, Frédégonde, Paris, M.-P. Trémois, coll. « Galerie des grandes courtisanes », 1928, 81 p. (BNF 35283789).
- Marcel Brion, Frédégonde et Brunehaut, Paris, Éditions de France, 1935, 295 p. (BNF 31874092).
- Claude Farnoux, Ravissante Frédégonde : Reine de fer, Paris, Amalthee, 25 février 2013, 110 p. (ISBN 978-2-310-01393-2).
- Colette Beaune, « La mauvaise reine des origines. Frédégonde aux XIVe et XVe siècles », Mélanges de l’école française de Rome, Italie et Méditerranée, vol. 113, 2001, p. 29-44.

#### Sur Brunehaut
- Antoine Flobert, Étude sur Brunehaut, 1860.
- Roger-Xavier Lantéri, Brunehilde : la première reine de France, Perrin, Paris, 1995  (ISBN 2-7028-1396-8).
- Alberto Magnani, Brunilde regina dei Franchi, Milano, Jaca Book, 2001  (ISBN 978-8-816-43519-3).
- Bruno Dumézil, La reine Brunehaut, Paris, Fayard, 2008  (ISBN 978-2-213-63170-7).

#### SurClotaireII
- Ivan Gobry, Clotaire II, Paris, Éditions Pygmalion, coll. « Histoire des rois de France », 2005, 245 p. (ISBN 2-85704-966-8).